# South Ferry – Whitehall Street
South Ferry – Whitehall Street – kompleks stacji metra nowojorskiego, na linii 1, N i R. Znajduje się w dzielnicy Manhattan, w Nowym Jorku. Została otwarta 20 września 1918.